# Hradisko svatého Klimenta
Hradisko svatého Klimenta nebo hora svatého Klimenta (místní pojmenování Klimentek) je poutní místo, významná archeologická lokalita a od roku 1999 národní kulturní památka. Hradisko sv. Klimenta, které se nachází na území městyse Osvětimany v okrese Uherské Hradiště ve Zlínském kraji, je jedním z duchovních míst hluboce spjatých s historií Moravy.
Hradisko je spojováno s cyrilometodějskou tradicí. Pojmenování lokality se odvíjí z tradice, že sv. Cyril a sv. Metoděj přenesli z Chersonésu na toto místo ostatky papeže sv. Klimenta.

## Poloha hradiska
Lokalita velkomoravského hradiska se nachází na strategicky vhodně zvolené poloze v nadmořské výšce 461 m na jihozápadním vrcholku Chřibů, na jazykovitě protáhlé ostrožně, vybíhající z hlavního hřebene, s nímž je propojena úzkou šíjí. Hradisko strážilo někdejší starou kupeckou cestu, která spojovala střední Pomoraví s horní částí Dyjsko-svrateckého úvalu. Hradisko je přitom poměrně dobře ukryto, na východě a na západě je chráněno horskou hradbou, od které je však odděleno strmými svahy hlubokého údolí Klimentského potoka a roklin jeho malých přítoků. Nachází se ve vzdálenosti 4 km severozápadně od centra obce Osvětimany.

## Popis
Ostrožna má přibližně trojúhelníkový tvar o délce asi 1,4 km. Střední část ostrožny tvoří široký a poměrně plochý terén s mírným sklonem k jihu, s kuželovitým vrškem v nejvyšší severovýchodní části. Vrcholek byl pravděpodobně uměle srovnán do plošiny oválného tvaru, jejíž obvod je ohraničen umělou terasou zpevněnou pískovcovými kameny.
Na akropoli hradiska svatého Klimenta jsou v terénu vyznačeny základy středověkého kostela, dostavěného na začátku poslední třetiny 14. století z původní kaple z 9. století. Vedle stojí dřevěná kaple z roku 1964 a zvonice sv. Gorazda z roku 1985. Hradisko obepíná mohutné dvojité valové opevnění, z východní strany až trojité. Prostor vnitřní opevněné plochy má rozlohu přibližně 8 ha, vnější val obepíná plochu asi 22 ha.

## Písemné prameny
Nejstarší písemná zpráva o této lokalitě, skryté v tichu hvozdů pohoří Chřibů, pochází listiny z roku 1358, datované k 18. dubnu, v níž olomoucký biskup Jan Očko z Vlašimi potvrzuje, že moravský markrabě Jan Jindřich Lucemburský daroval brněnským augustiniánům „...kapli blahoslaveného Klimenta, papeže a mučedníka v lesním zátiší blíže nového zámku svého Cimburka ležící, v dobách sice dávných vystavěnou k uctívání téhož svatého, nyní však od mnohých let vší bohoslužby pohřešující, zároveň s budovou k téže kapli přiléhající, obehnanou vůkol příkopy...“.
Z dalších písemných pramenů lze vyčíst, že husité z Nového Tábora u Nedakonic pod vedením Bedřicha ze Strážnice v dubnu roku 1421 neúspěšně zaútočili na Kyjov a je možné, že na zpáteční cestě alespoň zničili augustiniánské proboštství u Osvětiman, podobně jako předtím 12. ledna cisterciácký klášter na Velehradě.
Kolem roku 1700 kronikář a přerovský farář Jan Jiří Středovský zaznamenal lidovou pověst, která se vztahuje k roku 864: „Když se svatý Cyril obával nejistého štěstí válečného, velmi jsa starostliv o svůj klenot, totiž ostatky svatého Klimenta, počal stavěti s dovolením královým na místě nepřístupném, horami a lesy obklíčeném, nedaleko Velehradu, v okolí, které nyní starý hrad Cimburk ohražuje, kostel ke cti svatého Klimenta, ve kterém, kdyby nebezpečenství hrozilo, mohly by se drahé ostatky … ukrýti mimo hluk válečný.“ Podle Středovského tu ještě po roce 1700 čněly na vrcholu kopce „dosti vysoké zbytky kostelních zdí“.
Podrobná historie hradiska sv. Klimenta byla sepsána moravským topografem Řehořem Volným ve IV. svazku jeho práce z roku 1838 Markgrafschaft Mähren (str. 176–178).
O Klimentku a svatoklimentské a cyrilometodějské tradici v této oblasti a respektu k této lokalitě se zmiňoval ve své práci Děvín a Velehrad z roku 1902 kroměřížský radní Josef Gloza. Ze vzpomínek svého otce, rolníka z Žeravic, citoval romantickou představu: „Až sem sahal Velehrad, od Hradiště na dvě míle, zde byl klášter, kolem hrazený.“

## Život na hradisku

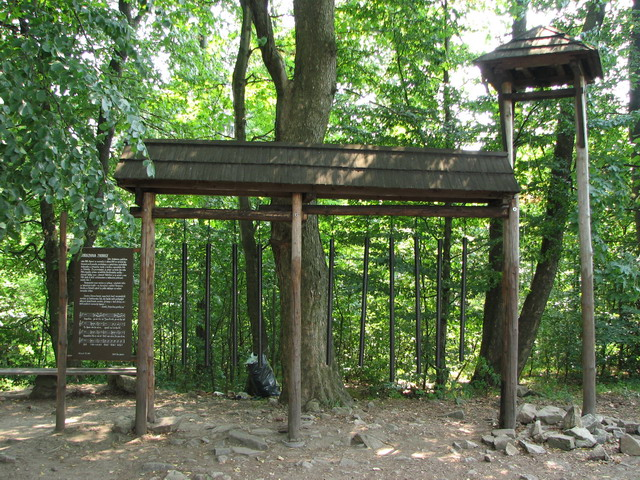
Gorazdova zvonice

Hradisko bylo pravděpodobně navštíveno již v mladší době bronzové. V první polovině 9. století tu bylo vybudováno opevněné hradisko, kde existovala stálá a samostatně hospodařící slovanská osada. Po pádu Velké Moravy sloužilo hradisko svatého Klimenta okolním obyvatelům jako útočištné hradiště, kam se uchylovali v dobách válečného nebezpečí a k střežení obchodní cesty. Nálezy je doloženo osídlení z 10. a z počátku 11. století. Hradisko bylo spravováno pouze zbylými slovanskými mnichy, tzv. „černými mnichy moravskými“.
Někdy v první polovině 12. století hradisko zpustlo a v průběhu 14. a 15. století bylo znovu osídleno. Po roce 1358 ve snaze obnovit svatoklimentský klášter dostavěli brněnští augustiniáni gotický kostel. Ten stál až do roku 1421. Zánik kláštera je spojován s tažením moravských husitů, kdy tuto mnišskou komunitu napadli nedakoničtí husité, vracející se z odraženého útoku na Kyjov. Následkem poškození augustiniánského konventu (obydlí sboru mnichů jednoho kláštera) byl tamní probošt Petr nucen uprchnout a přesídlit i s několika mnichy do nedalekých Vřesovic, kde podle tradice ještě nějakou dobu žili na místní tvrzi, pravděpodobně s úmyslem opravit stavby na hradisku sv. Klimenta a vrátit se zpět. V dalších letech byl však řád augustiniánů postižen válečnými finančními poplatky a k obnově kláštera tudíž nedošlo.
Po husitském nájezdu tedy duchovní život na Hoře sv. Klimenta ustal a postupně zde ustával i veškerý život hospodářský. Místo bylo obýváno pouze poustevníky. Kolem roku 1500 zde jeden takový poustevník žil, byl to rytíř Jiřík Smetana z Osvětiman. Jiří Smetana se narodil někdy kolem roku 1450 na rodové tvrzi v Osvětimanech, neměl potomky a svůj majetek odkázal Protivcovi ze Zástřizl, pánovi na Buchlově, a sám se uchýlil do lesní samoty.
V roce 1564 byl Klimentek zastaven Kyjovu.
V průběhu 16. století přestaly být obývány ruiny kláštera definitivně. Od 17. století okolní vladykové změnili lokalitu ve zdroj levného stavebního materiálu a desítky dobrodruhů důkladným prokopáváním devastovaly akropoli ve snaze najít poklad augustiniánů. Stavby byly rozebírány a používány jako stavební materiál na hradě Cimburku, Buchlově, případně na různé lidové usedlosti. Přestože bylo hradisko většinou pusté, zůstávalo nadále v povědomí lidu a občas je navštěvovali poutníci. Jedním z nich byl přerovský katolický kněz a farář Jan Jiří Ignác Středovský, který svou návštěvu v roce 1770 popsal ve zprávě. V roce 1838 zde nechal postavit boršický farář Jan Studeník dřevěnou kapličku se zvonicí. Od roku 1880 stála v kněžišti základů kostela kaple. V roce 1964 postavili koryčanští občané pod vedením P. Stanislava Straňáka místo původní kaple umístěné v kněžišti základů gotického kostela dřevěnou kapličku. V roce 1985 postavili členové Společenství svatého Gorazda a druhů – Živé dědictví za dřevěnou kapličkou zvonici sv. Gorazda. V 90. letech 20. století zde Společenství sv. Gorazda a druhů – Živé dědictví založilo tradici cyrilometodějské tzv. Gorazdovy školy, která se konala v týdnu okolo 27. července, na který připadá svátek sv. Gorazda a druhů.
Každý rok se zde koná pouť na svátek Seslání Ducha svatého.

## Archeologické nálezy a bádání

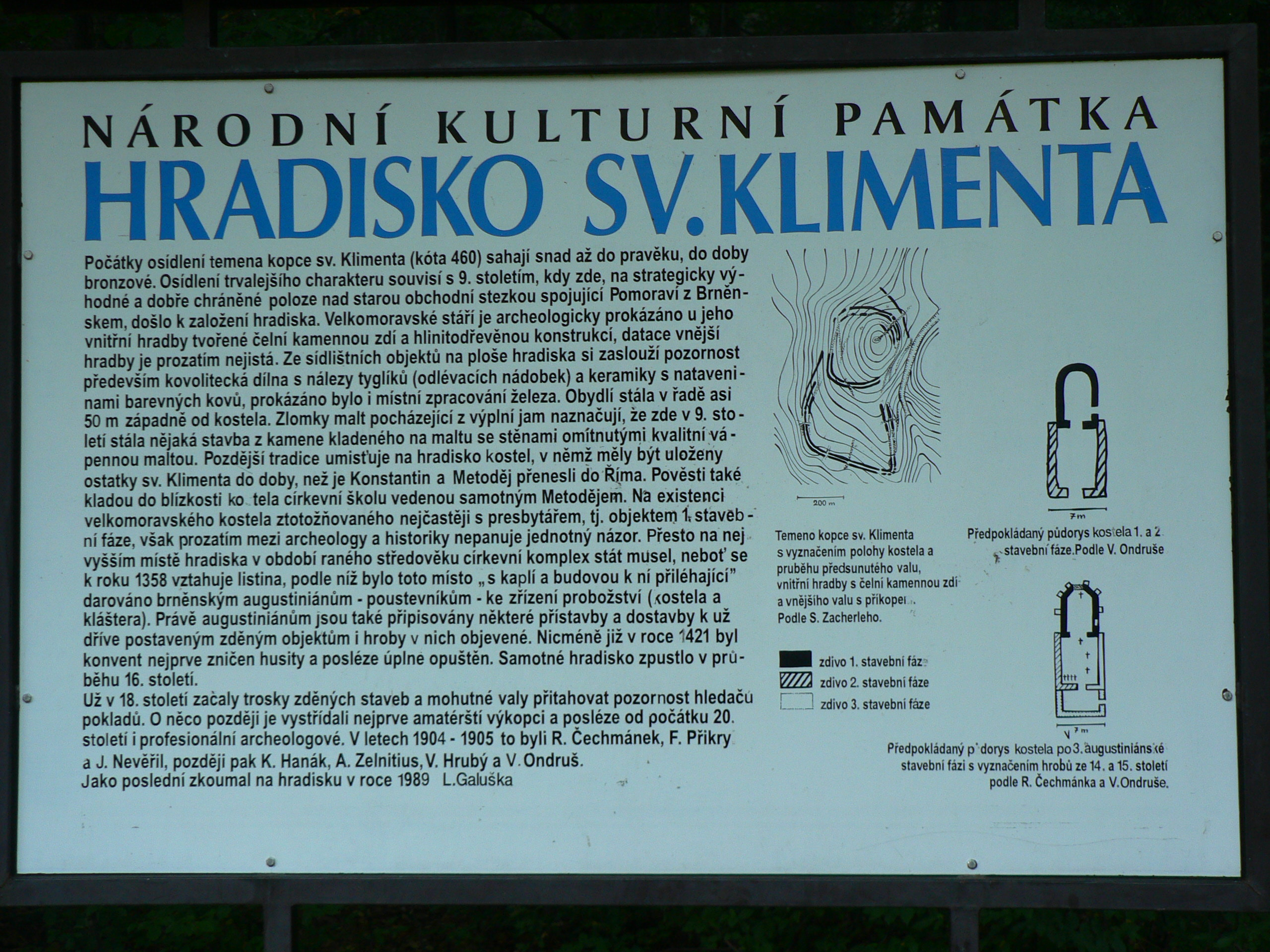
Informační tabule

O prvním nálezu vůbec můžeme hovořit už v 17. století. V roce 1691 byl totiž v někdejší, dnes již zasypané klášterní studni objeven zvon, odlitý v roce 1521. Podle moravského topografa Řehoře Volného zde dále v roce 1770 nechali prokopat hradisko tehdejší majitelé panství buchlovští páni, baroni z Petřvaldu, když na základě kolujících pověstí hledali údajné ukryté poklady a odvezli si opracované kamenné články k dalšímu využití.
V 19. století se začal o Klimentek zajímat osvětimanský farář Vavřinec Jugan. Roku 1837 odkopal základy kostela, na kterých z nalezených kamenů poskládal obvodové zídky, aby tak v terénu vytyčil jejich půdorys. Jím nalezená dlažba kostela byla údajně odvezena k vydláždění buchlovických stájí.
Pod vedením archeologa a speleologa MUDr. Jindřicha Wankla zkoumal v letech 1885 až 1888 hradisko Vlastenecký muzejní spolek v Olomouci a narazil na zdivo nějaké chrámové stavby, o němž se tenkrát Jindřich Wankel domníval, že jde o zdivo kláštera z doby cyrilometodějské.
Další výkopy zde provedl stupavský farář Vavřinec Sigmund a sudický řídící učitel ve výslužbě Josef Fait, po nich ještě v roce 1878 duchovní František Přikryl a v roce 1880 boršický farář Jan Studený. Jejich nálezy byly odeslány MUDr. Jindřichu Wanklovi.
První systematický výzkum byl proveden v letech 1903 až 1905 poštovním oficiálem a slovanistou Robertem Čechmánkem s cílem nalézt na hradisku klášter Cyrila a Metoděje. Uvnitř chrámové lodi odkryl 7 kostrových hrobů bez milodarů a v dalším (osmém) kostrovém hrobě, odkrytém 15. června 1905 v kněžišti za oltářem, našel kousek načernalého dubového dřeva, který pokládal za zbytek biskupské berly. Hrob byl okamžitě místními nadšenci vydáván za pravý hrob Metodějův. Zlomky kachlů a střepy keramiky, pocházející z výzkumů Roberta Čechmánka, jsou však charakteristické pro 14. století. Také po antropologické expertíze, kterou provedl v roce 1950 Archeologický ústav ČSAV V Praze, datoval dr. Jaromír Chochol staří kostry do doby 13. až 15. století. Tím padl mýtus o Metodějově hrobu na hradisku sv. Klimenta. Archeologický průzkum Roberta Čechmánka rovněž upozorňuje na podzemní prostory, patrně sklepy na víno, střepy nádob a kusy železa.
O něco později zde prováděli malý archeologický průzkum členové Archeologického spolku Starý Velehrad. Povrchový průzkum hradiska provedl roku 1915 také přední moravský archeolog Inocenc Ladislav Červinka. Další výzkum, který soukromě prováděl koryčanský rodák Vítězslav Gloza v letech 1922 až 1923, je pozoruhodný nálezem zlaté byzantské mince, tzv. solidu císaře Theofila vládnoucího v letech 829 až 842, otce pozdějšího císaře Michaela III.
Amatérským výzkumem zdejší lokality se v roce 1930 zabývala i Matice svatoklimentská, založená v Brně. V roce 1942 nalezl Vilém Hrubý na východním svahu hradiska u hlavního valu čtyři zlomky velkomoravské keramiky. V roce 1958 zahájil Vilém Hrubý již systematický archeologický výzkum, který prokázal stáří hradiska z 1. poloviny 9. století. V prostoru akropole bylo objeveno množství velkomoravské keramiky, množství kostí chovného dobytka (ovcí, koz, krav a vepřů), kostěné proplétačky a kamenné brousky. Do 2. poloviny 9. století jsou datovány úlomky bílé omítky z jemné malty, ale pouze z prostoru kněžiště, nikoliv celého stavebního komplexu.
V letech 1961 až 1962 provedl další výzkum Vladimír Ondruš z Moravského zemského muzea v Brně, který prokázal několik stavebních fází kostela, neboť kameny i malta šesti opěrných pilířů z vnější strany kostela měly jiný charakter než vlastní zdivo, a pilíře nebyly svázány se zdivem. Podle obou výzkumů je kněžiště pozdějšího gotického kostela zbytkem velkomoravské kaple sv. Klimenta z 9. století. Druhá stavební fáze není časově zcela jistá, proběhla možná v 11. století, ale možná také až v končící 1. třetině 14. století v souvislosti se stavbou nedalekého hradu Cimburka. Třetí augustiniánská přestavba s přístavbou spadá do doby od poloviny 14. století.
Kus práce na tomto nalezišti zanechali rovněž Robert Snášil a dominikánský kněz Jiří Maria Veselý. Zatím poslední výzkum provedl v roce 1989 Luděk Galuška z Moravského zemského muzea. Byly odkryty zbytky zahloubené části obydlí s topeništěm a železnou struskou, podle všeho dílny na zpracování kovů. Asi 900 zlomků keramiky pochází ze starší fáze doby velkomoravské. V tělese opevnění byla nalezena kamenná zídka o šířce 80 cm, patrně zbytek čelní kamenné plenty.
Výzkumy potvrdily osídlení plochy hradiska nejpozději od první půle 9. století, několik nestratifikovaných keramických zlomků z mladší doby bronzové však nevylučuje i osídlení starší.

## Zajímavost
S Klimentkem je spojena tzv. svatoklimentská daň. Kníže Rostislav ji uložil městům Leváre a Bánovce k vydržování tzv. svatostanu sv. Klimenta a hradu Buchlova.